# 개류

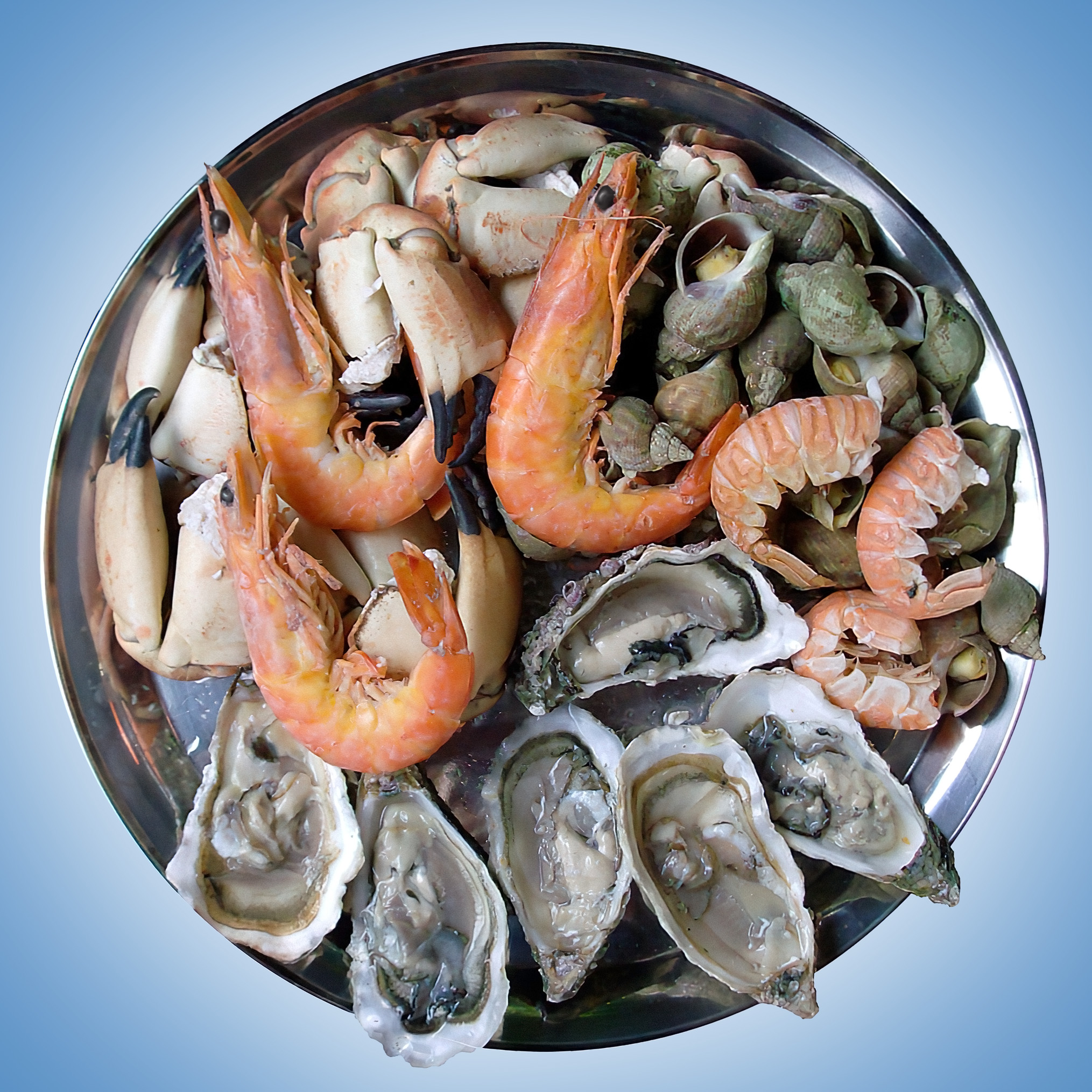
어개류

개류(介類)는 갑각류, 복족류, 성게류, 패류, 해삼류 등을 아우르는 범주이다.

## 번역
영어 "셸피시(shellfish)"는 조개, 굴, 고둥 등 패류뿐 아니라 새우, 가재 같은 갑각류나 불가사리, 해삼 같은 극피동물도 포함한다. 반면 "클램(clam)"은 이매패류에 속하는 조개들만 가리킨다. 미국 식품의약국에서는 패류를 "멀러스컨 셸피시(molluscan shellfish)"라 부르고 있다.

## 같이 보기
- 수산물
- 어개류
- 어물
- 해산물